# Zero- i niskopolowy magnetyczny rezonans jądrowy

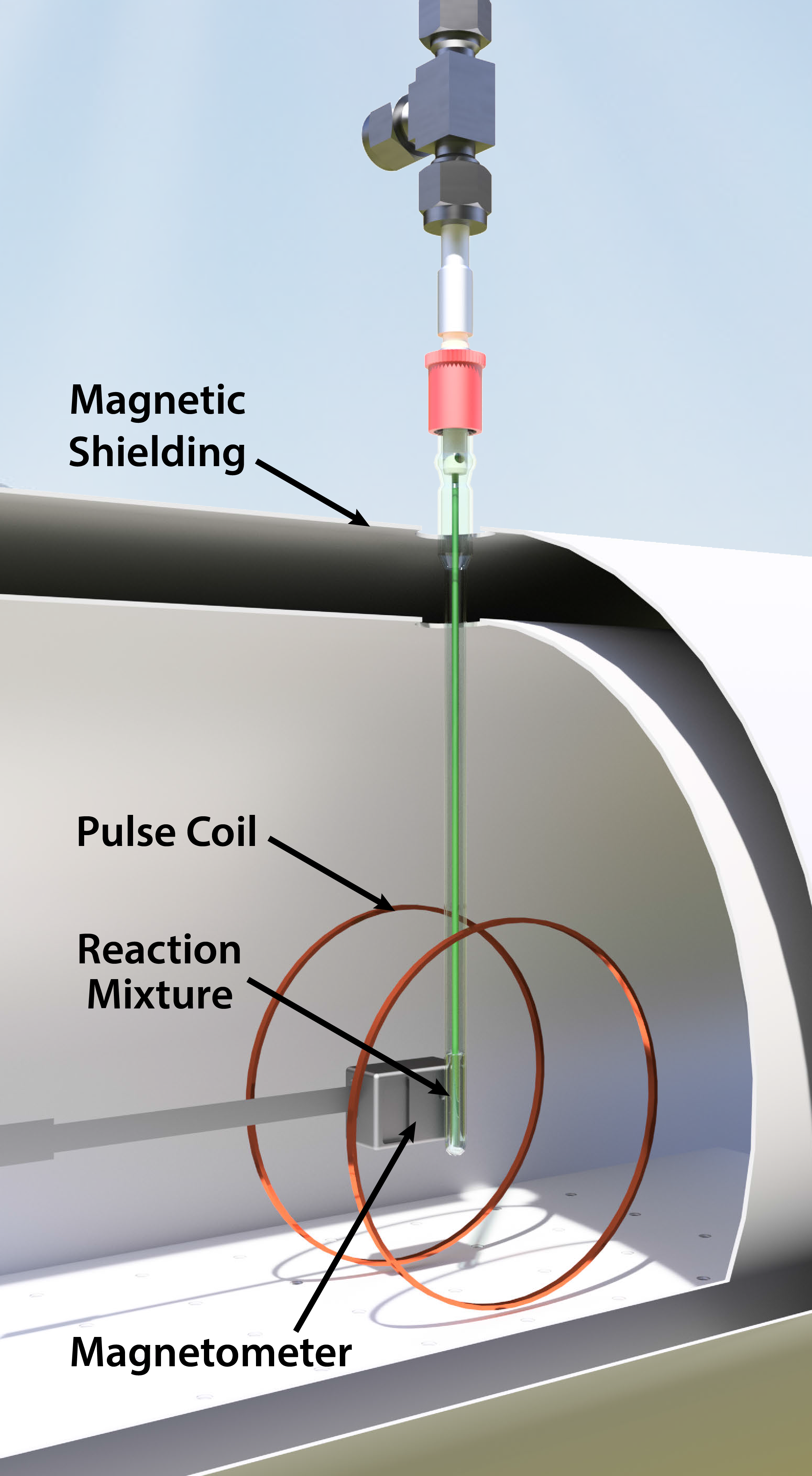
W zeropolowym MRJ badana próbka (Reaction Mixture) jest wprowadzana do wewnątrz ekranu magnetycznego (Magnetic Shielding) i umieszczana w pobliżu sensora magnetometru atomowego (Magnetometer). Źródłem impulsów cyklu MRJ jest zestaw cewek (Pulse Coil), generujących precyzyjnie kontrolowane pola magnetyczne.

Zero- i niskopolowy magnetyczny rezonans jądrowy (ZULF NMR, z ang. Zero to Ultra-Low Fields Nuclear Magnetic Resonance) – metoda spektroskopii magnetycznego rezonansu jądrowego pozwalająca na badanie widm związków chemicznych o magnetycznie aktywnych jądrach (spin 1/2 i większy) w dobrze ekranowanym od zewnętrznych pól magnetycznych otoczeniu (włącznie z niwelacją ziemskiego pola magnetycznego).
Warunki niezbędne do badań w zakresie ZULF osiąga się metodami zarówno pasywnymi (np. ekrany z mumetalu), jak i aktywnymi (wytwarzanie pól kompensujących pola otoczenia). Jest to podejście odmienne od zazwyczaj stosowanego w MRJ, które wymagają silnych pól magnetycznych, wytwarzanych za pomocą magnesów nadprzewodzących. W doświadczeniach ZULF dominującym oddziaływaniem są sprzężenia między spinami jąder atomów tworzących badane molekuły (sprzężenia spin-spin), podczas gdy oddziaływania spinu z zewnętrznymi polami magnetycznymi mają charakter zaburzenia (perturbacji ewolucji badanych spinów). Badania w zakresie nisko- i zeropolowym w pewnych aspektach mają znaczną przewagę nad tradycyjnymi metodami MRJ: niejednorodne poszerzenie linii widmowych spowodowane podatnością magnetyczną jest ograniczone dla próbek w jednorodnym otoczeniu, a sygnały ZULF, będąc sygnałami niskich częstotliwości, łatwo przenikają przez przewodniki np. metale. Szczególnie ta ostatnia cecha wyróżnia się korzystnie na tle metod tradycyjnych, gdzie spektroskopia może być wykonywana jedynie w pojemnikach szklanych, kwarcowych i ceramicznych.
Do rejestracji sygnałów spinowych w tradycyjnym, wysokopolowym MRJ wykorzystywane są sensory indukcyjne, jednak ich wydajność dla typowych badań w zakresie ZULF jest zbyt mała ze względu na niskie częstotliwości sygnałów wytwarzanych w doświadczeniach ZULF (zwykle w przedziale od ok. 1 Hz do 1 kHz). Dopiero sensory wynalezione z początkiem XXI w., jak SQUID, magnetorezystory i optyczne magnetometry atomowe (np. magnetometry Spin Exchange Relaxation Free), umożliwiły bezpośrednią rejestrację widma rezonansu magnetycznego w tym zakresie. Wcześniejsze badania wykorzystywały metody pośrednie. Próbka przygotowywana była w obszarze dobrze ekranowanym od zewnętrznych pól (zakres ZULF), a następnie, w celu detekcji sygnałów sensorami indukcyjnymi, szybko przenoszona w obszar wysokiego pola, zwykle systemem pneumatycznym. Przykładem udanych badań ZULF MRJ są eksperymenty z wykorzystaniem magnetometru atomowego z komórką z parami rubidu.
Problem wytwarzania dużej polaryzacji spinowej w próbce bez użycia silnego pola magnetycznego, która potrzebna jest do uzyskania wyraźnych sygnałów MRJ w zakresie ZULF, rozwiązuje się zwykle, stosując metody hiperpolaryzacji.

## Mechanizm MRJ w niskim i zerowym polu magnetycznym

### Hamiltonian
Swobodną ewolucję spinów jądrowych opisuje hamiltonian {\displaystyle ({\hat {H}}),} w którym w przypadku magnetycznego rezonansu jądrowego w cieczach wyróżnić można dwie części. Pierwsza {\displaystyle ({\hat {H}}_{z})} opisuje oddziaływanie zeemanowskie między spinami ośrodka a zewnętrznym polem magnetycznym, w tym przesunięcie chemiczne {\displaystyle (\sigma ).} Druga część {\displaystyle ({\hat {H}}_{J})} opisuje pośrednie sprzężenie spin-spin (inaczej sprzężenie-J).
{\displaystyle {\hat {H}}={\hat {H}}_{z}+{\hat {H}}_{J},}
gdzie:
- {\displaystyle {\hat {H}}_{z}=-\hbar \sum _{a}\gamma _{a}(1-\sigma _{a}){\hat {I}}_{a}\cdot B_{0},}
- {\displaystyle {\hat {H}}_{J}=-2\pi \hbar \sum _{a>b}J_{ab}{\hat {I}}_{a}\cdot {\hat {I}}_{b}.}

Sumowanie następuje po całym układzie sprzężonych spinów, {\displaystyle \hbar } oznacza zredukowaną stałą Plancka, {\displaystyle \gamma _{a}} to czynnik żyromagnetyczny spinu {\displaystyle a,} {\displaystyle \sigma _{a}} to izotropowa część przesunięcia chemicznego dla {\displaystyle a}-tegospinu, {\displaystyle {\hat {I}}_{a}} to operator spinu dla {\displaystyle a}-tego spinu, {\displaystyle B_{0}} oznacza zewnętrzne pole magnetyczne odczuwane przez wszystkie rozważane spiny, a {\displaystyle J_{ab}} to stała sprzężenia J spinów {\displaystyle a} i {\displaystyle b.}
Względna siła oddziaływań magnetycznych {\displaystyle {\hat {H}}_{z}} i {\displaystyle {\hat {H}}_{J},} a więc także dynamika całego systemu, zależy silnie od zewnętrznego pola magnetycznego. Przykładowo w klasycznym MRJ {\displaystyle |B_{0}|} jest zazwyczaj większa niż 1 T, więc częstotliwość Larmora {\displaystyle \nu _{0}=-\gamma B_{0}/2\pi } dla 1H jest większa niż 10 MHz. Jest więc znacznie większa niż częstotliwość (siła) sprzężenia {\displaystyle J,} które zazwyczaj zawierają się w przedziale od kilku do kilkuset Hz. W tym zakresie {\displaystyle {\hat {H}}_{J}} jest zaburzeniem dla {\displaystyle {\hat {H}}_{z}.} Przeciwnie dla pól z zakresu nanotesli – częstotliwości Larmora mogą być znacznie mniejsze niż sprzężenia {\displaystyle J,} a wtedy {\displaystyle {\hat {H}}_{J}} dominuje dynamikę oddziaływania.

### Polaryzacja
Ponieważ siła sygnału MRJ jest proporcjonalna do magnetyzacji spinowej ośrodka, zanim sygnały pochodzące od spinów mogą zostać wykryte eksperymentalnie, należy spolaryzować układ spinów jądrowych. Istnieje wiele metod polaryzacji. Najprostsza polega na zwykłym, termodynamicznym uporządkowaniu spinów w zewnętrznym polu magnetycznym, na drodze oddziaływania zeemanowskiego. Następnie dokonuje się względnie szybkiego transferu próbki w niskopolowy obszar detekcji. Uzyskana w ten sposób polaryzacja jest jednak bardzo niewielka i nawet przy wykorzystaniu silnego pola rzędu 1 T jest rzędu 10−6. Oznacza to, że za mierzoną w eksperymencie magnetyzację z każdego miliona spinów odpowiadają pojedyncze nadmiarowe spiny ustawione w kierunku pola.
Zazwyczaj stosowane są znacznie wydajniejsze metody tzw. hiperpolaryzacji, jak np. pompowanie optyczne z wymianą spinu (SEOP), SABRE (ang. signal amplification by reversible exchange), polaryzacja parawodorem (PHIP) i dynamiczna polaryzacja jądrowa (DNP).

### Wzbudzenie i manipulacja spinów

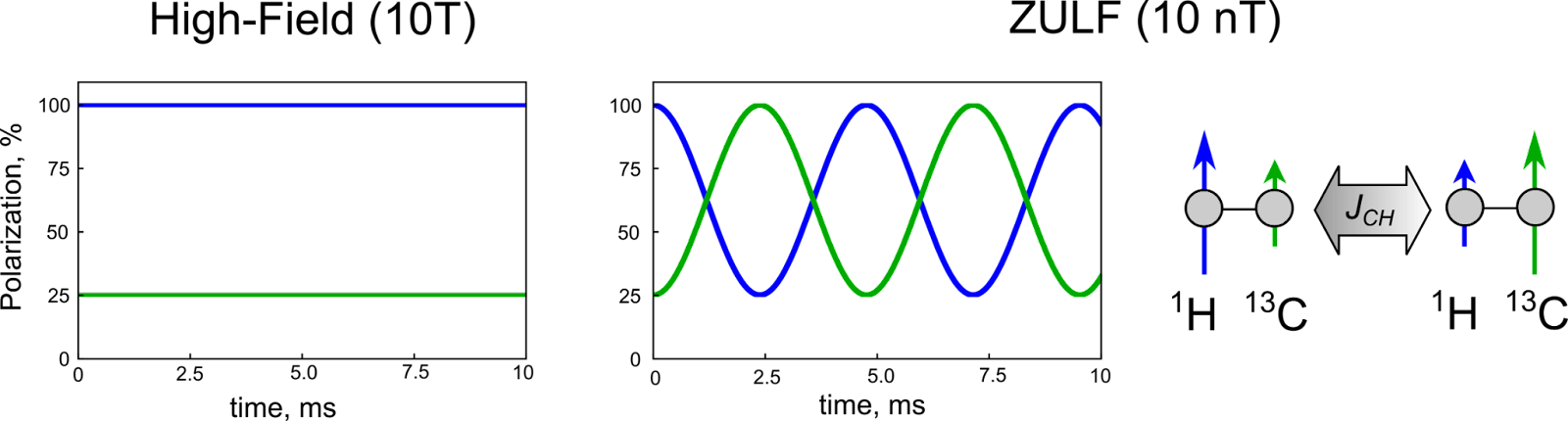
Stan równowagi termodynamicznej pary ^{1}H-^{13}C w silnym polu magnetycznym to sytuacja, w której oba spiny są spolaryzowane wzdłuż głównego kierunku pola magnetycznego B_{0} (przy czym polaryzacja jądra wodoru jest około czterokrotnie większa niż węgla). Jest to stan stacjonarny układu i nie zmienia się z czasem. Jeśli pole zostanie nieadiabatycznie (nagle) wyłączone, stan ten zacznie ewolucję. Polaryzacja ośrodka będzie oscylować między spinami ^{1}H, a ^{13}C z częstością zależną od częstotliwości sprzężenia J (w tym przypadku 210 Hz). Pomiar takiego sygnału daje widmo ZULF MRJ (J-spectrum)

Doświadczenia MRJ wymagają wytworzenia chwilowego, niestacjonarnego stanu w układzie spinowym. W klasycznym, wysokopolowym MRJ magnetyzacja ośrodka jest obracana do kierunku prostopadłego względem głównego kierunku pola impulsem o częstotliwości radiowej. Takie ustawienie jest niestacjonarne (nie jest stanem własnym Hamiltonianu) więc zaczyna precesować wokół głównego kierunku pola magnetycznego. Precesja jądrowych momentów magnetycznych tworzy zmienne pole magnetyczne, które można wykryć.
W doświadczeniach ZULF stan niestacjonarny układu wytwarzany jest impulsami stałego pola magnetycznego. Dwa główne podejścia do problemu to: (1) przełączanie zewnętrznego pola magnetycznego z wysokich natężeń do ultraniskich i (2) adiabatyczne zmniejszanie natężenia pola magnetycznego, w jakim znajduje się próbka, w celu konwersji populacji zeemanowskich do populacji zeropolowych stanów własnych, a następnie wytworzenie między nimi spójności (koherencji) impulsem stałego pola magnetycznego. W najprostszym przypadku pary dwóch jąder atomowych różnych pierwiastków sprzężonych spinowo obie te metody wzbudzają oscylacje między podpoziomem 0 stanu singletowego i podpoziomem 0 stanu trypletowego, które wytwarzają wykrywalne zmienne pole magnetyczne.
Zaproponowano także bardziej wyrafinowane sekwencje impulsów, w tym impulsy wzbudzające selektywnie tylko wybrane stany, a także eksperymenty na układach efektywnie zredukowanych do dwóch wymiarów i metody odsprzęgania (ang. decoupling schemes).

### Detekcja sygnałów

Widmo MRJ pochodzące od pary spinowej ^{1}H-^{13}C o częstotliwości sprzężenia J-coupling 100 Hz dla wartości zewnętrznego pola magnetycznego zmieniającej się od zerowego (zero), przez ultra-niskie (ultra-low), niskie (low), pseudo wysokie (pseudo high), do wysokiego (high)

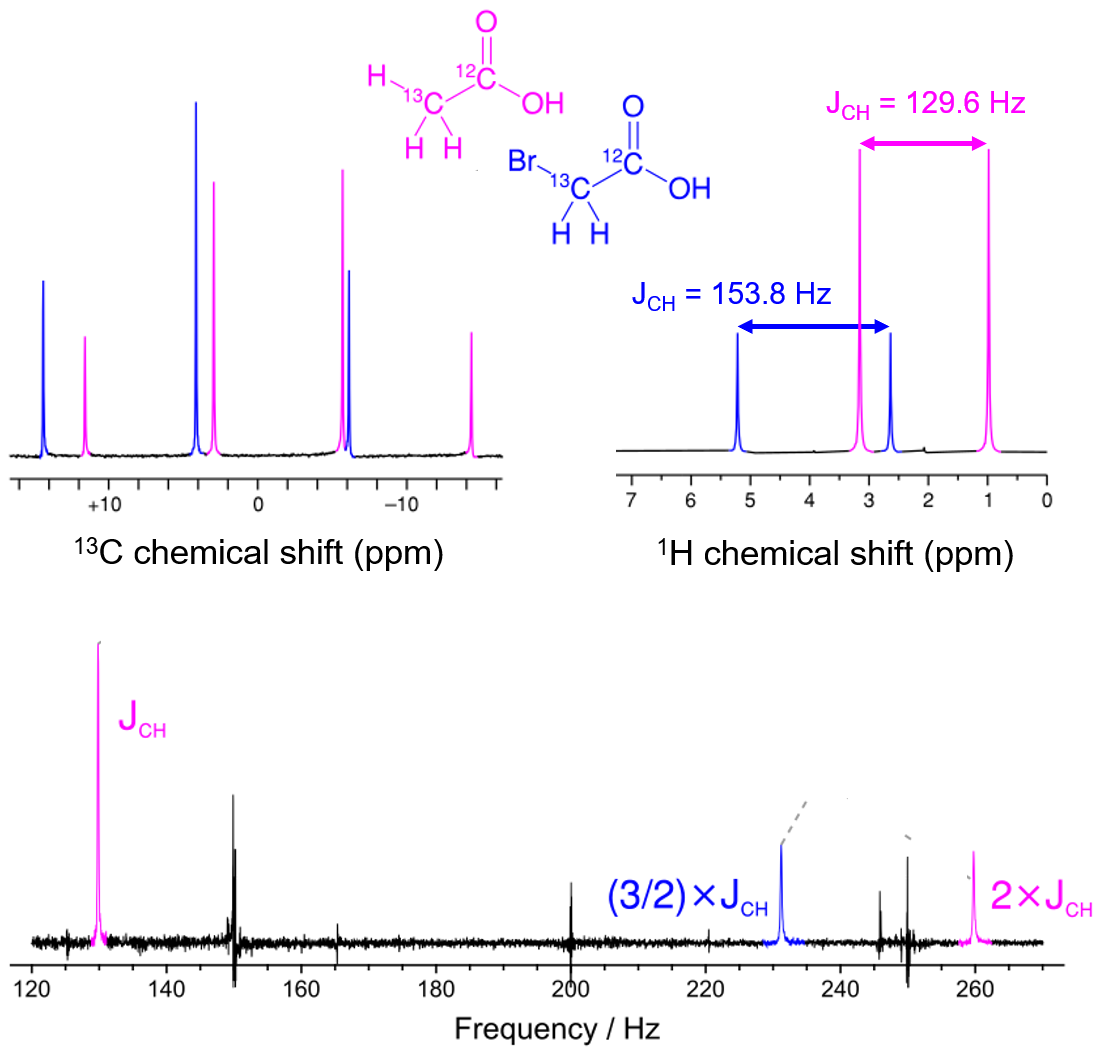
Porównanie widm MRJ w wysokich polach i w zakresie pól ZULF pochodzących z próbki kwasu octowego i kwasu bromooctowego, znakowanych węglem ^{13}C. W wysokich polach spiny jądrowe różnych izotopów precesują z różnymi częstotliwościami, skutkując pojawieniem się w widmie wyraźnie oddzielonych sygnałów ^{1}H i ^{13}C, rozszczepionych z powodu rezonansów spin-spin. Ponieważ w zakresie pól ZULF nie ma rozszczepień spowodowanych efektem Zeemana, częstotliwości linii widmowych zależą jedynie o sprzężeń spinowych.

Sygnały MRJ zwykle wykrywa się indukcyjnie, ale metoda ta nie jest wystarczająco czuła do wykrywania promieniowania elektromagnetycznego niskich częstotliwości wytwarzanego przez ewoluujące spiny w eksperymentach ZULF. Ponieważ niemożliwe było zaobserwowanie sygnału oscylacji magnetyzacji wprost, wczesne metody detekcji prowadzone w próbkach ciał stałych stosowały techniki szybkiego przełączania pola (FFC – ang. fast filed cycling). Metoda FFC ma trzy kroki: przygotowanie, ewolucję i detekcję. Na etapie przygotowania próbkę magnetyzuje się (polaryzuje spinowo), umieszczając ją w silnym polu magnetycznym. Następnie pole jest gwałtownie wyłączane (sprowadzane do zera lub prawie zera), a magnetyzacja podlega ewolucji opisanej hamiltonianem zeropolowym. Po wybranym czasie oczekiwania pole magnetyczne włączane jest ponownie, a sygnał, czyli wartość magnetyzacji po danym okresie oczekiwania, jest rejestrowany indukcyjnie w warunkach wysokiego pola. W jednym cyklu otrzymywany jest jeden punkt w ewolucji czasowej układu. Całkowity obraz ewolucji magnetyzacji otrzymuje się metodą „punkt po punkcie”, powtarzając cykl dla różnych wartości czasu oczekiwania. W efekcie otrzymuje się sygnał w postaci tłumionych oscylacji, których transformata Fouriera daje widmo absorpcyjne ZULF MRJ.
Powstanie i rozwój bardzo czułych metod magnetometrii, jak SQUID, magnetooporniki i atomowe magnetometry typu SERF pozwoliły na detekcję sygnałów ZULF MRJ wprost, czyli na rejestrację całego zaniku magnetyzacji w jednym pomiarze, w warunkach zeropolowych. Spośród wymienionych magnetometry SQUID mają bardzo wysoką czułość, ale wymagają temperatur kriogenicznych, co czyni je niepraktycznymi dla zastosowań chemicznych i biologicznych. Magnetooporniki są znacznie łatwiejsze do zastosowania, a ich względnie mniejszą czułość można częściowo skompensować, umieszczając je znacznie bliżej próbki, niż jest to możliwe w przypadku czujnika SQUID. Najczęściej stosuje się jednak pompowane optycznie magnetometry atomowe, które łączą wysoką czułość z niewielkimi rozmiarami i wymaganiami technicznymi, pozwalającymi na umieszczenie sensora tuż przy badanym materiale.

## Definicja zakresu pól ZULF
Granice między zerowym, ultraniskim, niskim i wysokim polem magnetycznym w badaniach MRJ nie są ściśle zdefiniowane, ale zwyczajowo stosowane przybliżone definicje można znaleźć w opisach doświadczeń z niewielkimi cząsteczkami w roztworach. Przejście między zerowym i ultraniskim polem magnetycznym jest zwykle zdefiniowane jako wartość pola magnetycznego, dla której częstość precesji Larmora badanych spinów jest w porównywalna z odwrotnością czasu relaksacji (rate, rata, tempo) sygnału NMR. Inaczej mówiąc, w polu magnetycznym, które na potrzeby metody ZULF można uznać za „zerowe”, relaksacja spinowa jest znacznie szybsza od precesji spowodowanej zewnętrznym polem magnetycznym. Granica między polem ultraniskim i niskim jest zwyczajowo definiowana jako natężenie pola, przy którym wartości różnic częstości precesji Larmora między różnymi spinami jądrowymi w próbce zrównuje się z częstotliwością sprzężeń spin-spin. Inaczej w polu ultraniskim, sprzężenia spin-spin dominują nad oddziaływaniem zeemanowskim, które można traktować jak zaburzenie. Granica między polami niskimi a wysokimi jest szczególnie rozmyta i stosowanie tych pojęć silnie zależy od konkretnego rozpatrywanego zagadnienia. W ujęciu ZULF MRJ granica jest definiowana jako wartość pola magnetycznego, dla którego różnica przesunięć chemicznych dla jąder tych samych izotopów zrównuje się z częstotliwością ich sprzężenia spin-spin. Przyjmowane definicje silnie zależą od właściwości badanych substancji, a granice zakresów mogą się różnić nawet o rzędy wielkości, w zależności od parametrów takich jak wartość spinów jądrowych, siła sprzężeń spin-spin i czasy relaksacji spinowej.